# 박성배 (축구인)
박성배(朴成培, 1975년 11월 28일 ~ )는 대한민국의 은퇴한 축구 선수이자 현 축구 지도자로 선수 시절 포지션은 공격수였다. 청주대성고등학교와 숭실대학교를 졸업하였고 2011년 AFC 아시안컵 당시 MBC 해설위원으로 활동하기도 하였다.

## 클럽 경력
박성배 감독은 1998년 전북 현대 모터스에서 프로에 데뷔하여 2004년까지 6년동안 전북의 주축 공격수로 93경기 26골을 터뜨리며 FA컵 2회 우승 및 1회 준우승, 2001-02년 아시안 컵위너스컵 준우승 등에 기여한 뒤 2003년부터 2004년까지 상무에서 군 복무를 수행했다.
이후 2005년 FC 서울의 유니폼으로 갈아입었으나 김은중 코치, 정조국 코치, 박주영 등 쟁쟁한 공격수들 사이에서 단 1경기에도 출전하지 못한 채 부산 아이파크로 임대 이적하여 20경기 5골을 기록했다.
그리고 2006년 복귀 후 정규 리그와 리그컵에 출전하지 못했고 주로 2군 리그인 R리그에서만 뛰다가 2007년 초 수원 삼성 블루윙즈로 이적하여 13경기 2골을 기록했다.
이후 2008년 가족과 함께 뉴질랜드로 날아가 2009년까지 마나우투 유나이티드와 이스턴 서버브스 FC 등에서 6경기를 소화했으며 2010년 용인시청의 선수 겸 코치로 활동하며 17경기 3골을 기록한 후 12년간의 선수 생활을 마무리했다.

## 국가대표 경력
1998년 11월 13일 중국 베이징에서 열린 중국 프로 선발팀과의 친선 경기에 출전하였는데 이 경기는 사실상 대표팀간의 경기였지만 프로 선발팀 명목으로 출전하였기 때문에 공식 A매치로 인정받지 못하였으며 그 후 1999년부터 2001년까지 대한민국 A대표팀의 일원으로 1999년 코리아컵 국제축구대회와 2001년 구정컵 등을 비롯해 국제 A매치 8경기에 출전했다.

## 지도자 경력
2010년 선수 은퇴 후 2011년부터 FC 오산 유소년팀의 감독으로 본격적인 지도자의 길로 들어선 박 감독은 2013년까지 FC 오산 U-15팀을 이끌었고 이후 2016년 대한축구협회의 전임지도자로 U-14 대표팀 감독과 U-20 대표팀의 코치를 맡아 U-20 대표팀의 2018년 AFC U-19 챔피언십 준우승 및 2019년 FIFA U-20 월드컵 본선 진출을 이끌었다.
그 뒤 2019년 수원 삼성 블루윙즈의 수석 코치로 12년만에 친정팀으로 복귀하여 FA컵 2019 우승 및 2020년 AFC 챔피언스리그 본선 진출을 이끌었고 2020년 1월 안산 그리너스 FC의 수석 코치를 맡아 2020 시즌에서 최약체로 평가받던 안산을 7위로 끌어올렸으며 2021년 K3리그 소속팀인 양주시민축구단의 감독으로 선임되었다.